# Lamprops comatus
Lamprops comatus är en kräftdjursart som beskrevs av John Todd Zimmer 1907. Lamprops comatus ingår i släktet Lamprops och familjen Lampropidae. Inga underarter finns listade i Catalogue of Life.